# Marcus Hasselhorn
Marcus Hasselhorn (* 1957) ist ein deutscher Bildungsforscher und Professor für Psychologie mit dem Schwerpunkt Bildung und Entwicklung am DIPF | Leibniz-Institut für Bildungsforschung und Bildungsinformation in Frankfurt am Main.

## Leben
Marcus Hasselhorn studierte in Göttingen und Heidelberg Psychologie und schloss 1983 mit Diplom ab. Er war von 1983 bis 1985 Promotions-Stipendiat am Max-Planck-Institut für psychologische Forschung in München. An der Universität Heidelberg promovierte er 1986 zum Dr. phil. mit einer Arbeit über „Differentielle Bedingungsanalysen verbaler Gedächtnisleistungen bei Schulkindern“. Von 1985 bis 1993 war er wissenschaftlicher Mitarbeiter und Akademischer Rat am Institut für Psychologie der Universität Göttingen. Seine Habilitation erfolgte 1993 an der Universität Göttingen. 
Von 1993 bis 1997 war Hasselhorn Professor für Entwicklungspsychologie an der TU Dresden. 1997 wechselte er auf die Professur für Pädagogische Psychologie und Entwicklungspsychologie an die Universität Göttingen. 2000 bis 2002 war er dort Dekan an der Biologischen Fakultät. 2006 bis 2008 war er Präsident der Deutschen Gesellschaft für Psychologie, 2005 bis 2010 Sprecher des Graduiertenkollegs 1195 zu Passungsverhältnissen schulischen Lernens an der Universität Göttingen. 
Seit 2007 ist Hasselhorn Professor für Psychologie mit dem Schwerpunkt Bildung und Entwicklung am DIPF | Leibniz-Institut für Bildungsforschung und Bildungsinformation und war von 2012 bis 2019 dessen Geschäftsführender Direktor. Er leitet dort die Abteilung „Bildung und Entwicklung“. Von 2008 bis 2019 war er zudem Scientific Coordinator und Sprecher des Forschungszentrums IDeA (Center for Research on Individual Development and Adaptive Education of Children at Risk). 2005 wurde er als ordentliches Mitglied in die Akademie der Wissenschaften zu Göttingen aufgenommen. Seit 2013 ist er Vorsitzender der Sprechergruppe des Leibniz-Forschungsnetzwerk Bildungspotenziale.
Hasselhorn hat vier Söhne, darunter den Theologen und Historiker Benjamin Hasselhorn, sowie den Sänger Samuel Hasselhorn.

## Schwerpunkte
Wissenschaftliche Arbeitsgebiete sind die Ontogenese individueller Voraussetzungen erfolgreichen Lernens und die pädagogisch-psychologische Diagnostik. Er leitet Projekte zu Lern- und Leistungsstörungen und interessiert sich für die Veränderbarkeit und Beeinflussbarkeit kognitiver und motivationaler Lernvoraussetzungen sowie für frühe Bildung.

## Schriften
- M. Hasselhorn, J.-H. Ehm, H. Wagner, W. Schneider, H. Schöler: Zusatzförderung von Risikokindern: Handreichung für pädagogische Fachkräfte im Übergang vom Elementar- zum Primarbereich. Hogrefe, Göttingen 2015.
- M. Hasselhorn, Andresen, B. Becker, T. Betz, M. Leuzinger-Bohleber, J. Schmid: Children at risk of poor educational outcomes: Theoretical concepts and empirical results. In: Child Indicators Research. 7, 2014, S. 695–697. doi:10.1007/s12187-014-9262-6
- M. Hasselhorn, S. Kuger: Wirksamkeit schulrelevanter Förderung in Kindertagesstätten. In: Zeitschrift für Erziehungswissenschaft. 17, 2014, S. 299–314. doi:10.1007/s11618-013-0473-2
- M. Hasselhorn, A. Gold: Pädagogische Psychologie: Erfolgreiches Lernen und Lehren. 3. Auflage. Kohlhammer, Stuttgart 2013.
- M. Hasselhorn, H. Schöler, W. Schneider, J.-H. Ehm, M. Johnson, I. Keppler u. a.: Gezielte Zusatzförderung im Modellprojekt „Schulreifes Kind“: Auswirkungen auf Schulbereitschaft und schulischen Lernerfolg. In: Frühe Bildung. 1, 2012, S. 3–10.
- M. Hasselhorn, R. Schumann-Hengsteler, J. Gronauer, D. Grube, C. Mähler u. a.: AGTB 5–12: Arbeitsgedächtnistestbatterie für Kinder von 5–12 Jahren. Hogrefe, Göttingen 2012.
- M. Hasselhorn, A. S. Labuhn: Metacognition and self-regulated learning. In: B. B. Brown, M. J. Prinstein (Hrsg.): Encyclopedia of Adolescence. Volume 1: Normative Processes in Development. Academic Press, London 2011, S. 223–230.
- M. Hasselhorn, R. K. Silbereisen (Hrsg.): Enzyklopädie der Psychologie. Entwicklungspsychologie des Säuglings- und Kindesalters. (= Entwicklungspsychologie. Band 4). Hogrefe, Göttingen 2008.
- M. Hasselhorn: Competencies for successful learning: Developmental changes and constraints. In: J. Hartig, E. Klieme, D. Leutner (Hrsg.): Assessment of Competencies in Educational Contexts. Hogrefe, Göttingen 2008, S. 23–43.